# Szyłan
Szyłan (ros. Шилан) – wieś (sieło) w Rosji, w obwodzie samarskim, w rejonie krasnojarskim. W 2010 liczyła 647 mieszkańców.